# Hemigraphiphora
Hemigraphiphora là một chi bướm đêm đơn loài thuộc họ Noctuidae. Trong bài này nó tạm được coi là tách biệt với chi Xestia, mặc dù có quan hệ rất gần gũi. Do chỉ có một loài H. plebeia, các loài có họ hàng với nó chưa được giải quyết và do đó việc xác định vị trí của chi phụ thuộc vào việc xử lý chi Xestia như thế nào.